# Скела (грађевинарство)
Скела (енгл. Scaffold) у архитектури је привремена грађевина која служи као носач за раднике и материјал приликом конструкције, одржавања и поправке грађевина. Скеле се користе на градилиштима како би обезбедиле приступ висинама и местима која је тешко дохватити са земље. Небезбедне скеле су потенцијални извор повреда и смрти на раду. Скеле се такође користе у прилагођеним облицима за оплате и преграде, седење на трибинама, концертне бине, осматрачнице, изложбене штандове и ски-рампе.

## Историја

### Антика
Подножја у зидовима око палеолитичких пећинских слика у Ласку, сугеришу да је систем скела коришћен за сликање на плафону, пре више од 17.000 година.
Берлинска ливничка шоља приказује скеле у древној Грчкој (рани 5. век пре нове ере). За Египћане, Нубијце и Кинезе је такође забележено да су користили грађевине сличне скелама за изградњу високих зграда. Ране скеле биле су од дрвета и учвршћене чворовима од канапа.

### Модерна ера
Скеле су подизала индивидуална предузећа следећи широк распон стандарда и величина. Процес су револуционирали Данијел Палмер Џонс и Дејвид Хенри Џонс. Савремени стандарди, праксе и процеси за скеле могу се приписати овим људима и њиховим компанијама: Рапид Скафолд Тај компанија (енгл. Rapid Scaffold Tie Company Ltd), Тубулар Скафолдинг компанија (енгл. Tubular Scaffolding Company) и Скафолдинг Велика Британија (енгл. Scaffolding Great Britain Ltd, SGB).
Давид Палмер-Џоунс је патентирао „скафиксер”, уређај за спајање који је далеко робуснији од ужади, чиме је револуционирао конструкцију скела. Године 1913, његова компанија је упошљена на реконструкцији Бакингамске палате, током чега је његов скафиксер стекао велики публицитет. Палмер-Џоунс је након тога увео побољшани „универзални спојник” 1919. године - који је убрзо постао стандард индустријске спојнице и такав је остао до данас.
Напредак у металургији током раног 20. века довео је до увођења цевастих челичних водоводних цеви (уместо дрвених греда) са стандардизованим димензијама, што омогућава индустријску замену делова и побољшава конструкцијску стабилност скела. Употреба дијагоналних везова такође је помогла у побољшању стабилности, посебно на високим зградама. Први систем оквира је SGB пласирао на тржиште 1944. године и увелико је коришћен за послератну обнову.

## Модерне скеле
Рупе у зидовима око палеолитских слика у пећини Ласко, сугеришу да је систем скела коришћен за сликање на таваници пећине, пре више од 17.000 година.
Сврха радне скеле је да обезбеди сигурну радну платформу и приступ погодан за раднике да обављају свој посао. Европски стандард утврђује захтеве за радне скеле. Они су у суштини независни од материјала од којих су израђене скеле.

### Материјали
Основне компоненте скела су цеви, спојнице и даске.
Једноставне и лагане скеле од цеви, које су олакшале постављање скела и остале стандард деценијама, измишљене су и ушле у продају средином педесетих година 20. века. Са једним основним пакетом од 12 килограма, скелет различитих величина и висина могло је лако да састави неколико радника, без матица или вијака који су се раније користили. 
Цеви су обично направљене од челика или алуминијума; иако постоји композитна скела која користи намотане цеви од стаклених влакана у најлонској или полиестерској матрици, због велике цене композитне цеви, обично се користи само ако постоји опасност од надземних електричних каблова који се не могу изоовати. Ако су челичне, оне су или 'црне' или поцинковане. Цеви се испоручују у разним дужинама и стандардним пречником од 48,3 мм (1,5 НПС цеви). Главна разлика између две врсте металних цеви је мања тежина алуминијумских цеви (1,7 кг / м за разлику од 4,4 кг / м). Међутим, савитљивије су и имају нижу отпорност на стрес. Цеви се углавном купују у дужинама од 6,3 м и затим се могу смањити на одређене типичне величине. Већина великих компанија ће своје цеви обележити именом и адресом како би одвратиле крађу.
Плоче/даске пружају радну површину за кориснике скела. Од сувог су дрвета и имају три дебљине (38 мм (уобичајено), 50 мм и 63 мм) стандардне ширине (225 мм) и дужине су максимално 3,9 м. Крајеви даске заштићени су или гвозденим оковом, или понекад закуцаним плочицама, на којима је често утиснут назив компаније. Дрвене даске за скеле у Великој Британији требају бити у складу са захтевима БС 2482. Поред дрвета, користе се и плоче од челика или алуминијума, као и ламинатне плоче. Поред плоча за радну платформу постоје потплате које су постављене испод скела ако је површина мекана или на било који други начин сумњива, мада се могу користити и обичне плоче. Друго решење за потплату, направљено је од гумене основе са плочом заливеном унутра; ови су пожељни за употребу на неравном терену, јер се прилагођавају, док се потплате могу расцепити и морају се заменити.
Спојнице су везе које држе цеви заједно, а постоје три основна типа: правоугаоне спојнице, зидне спојнице и окретне спојнице. За спајање цеви користе се спојни клинови или рукав-спојнице. За фиксирање цеви у „носиви спој“ могу се користити само спојнице под правим углом и окретне спојнице. Појединачне спојнице нису носиве спојнице и немају конструкцијски капацитет.
Остале уобичајене компоненте скела укључују постоље, мердевине, ужад, сидрене везе, споне, гин точкове, облоге итд. Већина компанија ће усвојити одређену боју за фарбање скела, како би се брзо визуелно идентификовало у случају крађа. Све компоненте које су направљене од метала могу се фарбати, али дрвени предмети никада не смеју бити фарбани јер се на тај начин могу сакрити недостаци. Упркос метричким мерењима, многе скеле мере цеви и даске у и јединицама, са цевима од 21 стопу на доле и плочама од 13 стопа на доле.
Скеле од бамбуса широко се користе у Хонг Конгу и Макау,  са најлонским тракама везаним у чворове као спојнице. У Индији се углавном користи бамбус или друге дрвене скеле, а стубови се међусобно вежу помоћу ужади од кокосових влакана.